# Huis Lousbergs-de Hemptinne

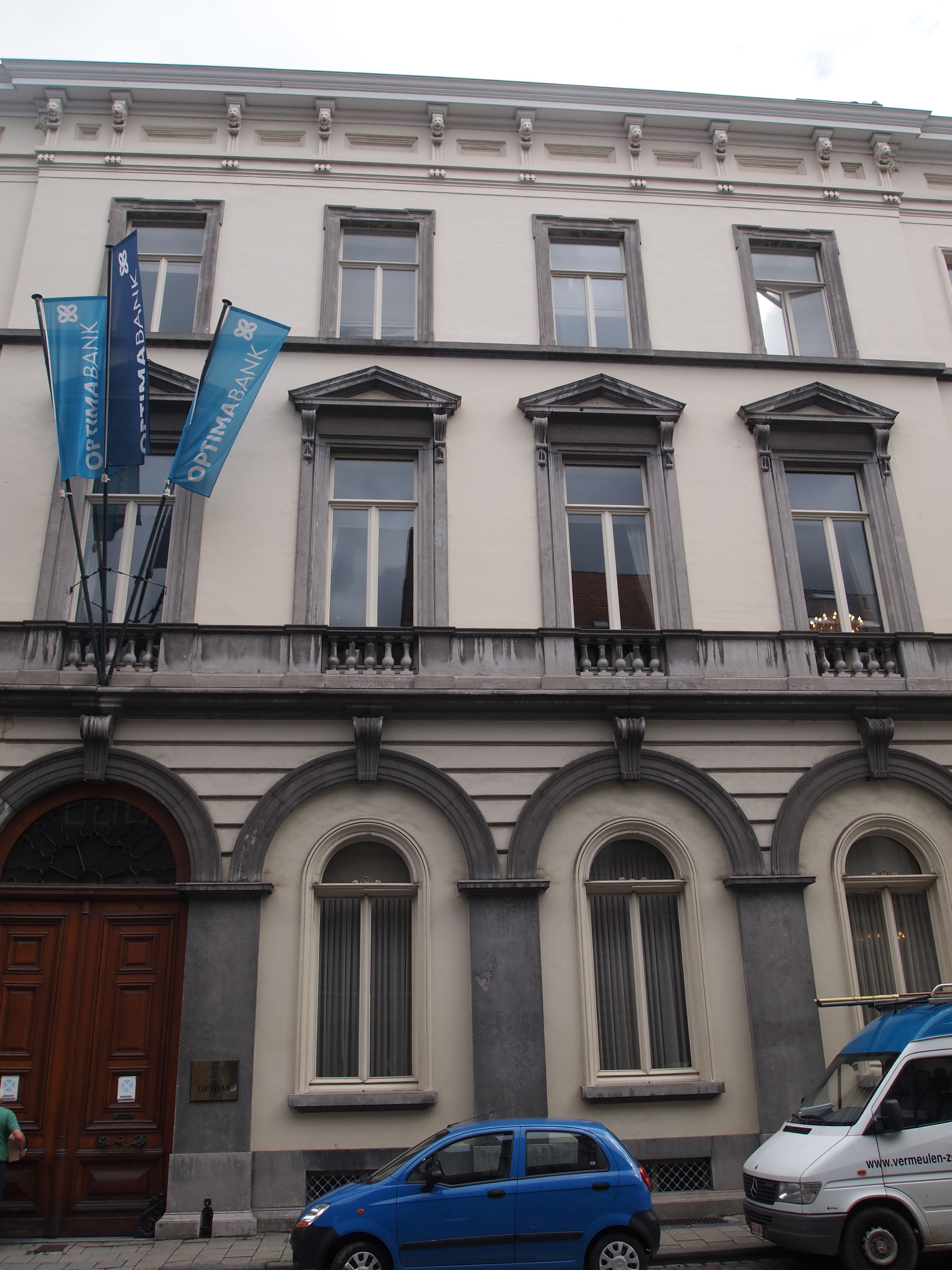
Straatkant

Het Huis Lousbergs-de Hemptinne is een beschermd herenhuis op het adres Keizer Karelstraat 75 in Gent. Het werd gebouwd ca. 1842-1848 in opdracht van Ferdinand Lousbergs. Vanaf 1858 was het eigendom van en bewoond door Joseph de Hemptinne. Tussen 1993 en 2016 was het de hoofdzetel van de Optima Bank. Sinds 2015 is het eigendom van Belfius Lease.